# Albion, Nebraska
Albion är administrativ huvudort i Boone County i Nebraska. Namnet valdes efter ett parti euchre. Förlorarna ville döpa orten till Manchester och vinnarna till Albion. Enligt 2020 års folkräkning hade Albion 1 699 invånare.